# Rynholec
Rynholec é uma comuna checa localizada na região da Boêmia Central, distrito de Rakovník.
Clima oceânico (Classificação climática de Köppen-Geiger: Cfb)